# Scharnhorst osztály (1936)
A Scharnhorst-osztály csatahajói voltak az első kapitális hadihajók, melyek Németország haditengerészete, a Kriegsmarine számára épültek az első világháború után. Az osztálynak két egysége volt: a Scharnhorst és a Gneisenau. Gyakran egy brit besorolás alapján csatacirkálókként is említik őket. Nevüket a franciaellenes felszabadító háború porosz főtisztjei után kapták, hasonlóan az első világháborúban a Spee altengernagy falklandi csata során elveszett páncélos cirkálóihoz, melyekre a névadással szintén emlékeztek.
Elsőként a névadó Scharnhorstot bocsátották vízre, és sok forrás ezt az egységet tekinti névadónak, de másikak az osztályt Gneisenau-osztály névvel illetik, mivel ennek fektették le előbb a gerincét és ezt is adták át előbb. Megépítésük jelezte a versailles-i szerződés utáni német  tengerészeti fegyverkezés kezdetét. Fő fegyverzetüket kilenc darab 28 cm űrméretű haditengerészeti ágyú képezte, melyeket három háromlöveges lövegtoronyban helyeztek el. Tervezték hat darab 38 cm-es ágyúra való átfegyverzésüket is, de erre már nem került sor.
Mindkét hajó gerincét 1935-ben fektették le, 1936 végén bocsátották őket vízre és 1939 elején adták át őket a haditengerészetnek. A Scharnhorst és a Gneisenau a második világháború elején együtt tevékenykedtek és az Atlanti-óceánon is végrehajtottak hadműveletet a brit hajóforgalom akadályozására. Részt vettek a Norvégia megszállását célzó Weserübung hadműveletben. A Norvégia előtti vizeken rövid tűzharcot vívtak a Renown brit csatacirkálóval és elsüllyesztették a Glorious repülőgép-hordozót a kísérő rombolóival együtt. A Scharnhorst ekkor érte el az egyik legtávolabbról elért találatot egy tengeri ütközet folyamán. 1942 elején a két hajót a Cerberus hadművelet keretében Brestből a La Manche-on át visszavonták Németországba.
1942 elején a Gneisenau súlyos károkat szenvedett egy brit légitámadásban Kielben. 1943 elején a Scharnhorst csatlakozott a Tirpitzhez Norvégiában, hogy a Szovjetunióba tartó angolszász konvojokat innen kiindulva támadhassa. Karácsonykor a Scharnhorst több romboló kíséretében kihajózott egy konvoj megtámadására, de a kísérő hadihajók megakadályozták ebben. Az északi-foki csata során a Duke of York csatahajó valamint több brit cirkáló és romboló tüzében a Scharnhorst elsüllyedt. A Gneisenau átépítését 1943 februárjában leállították. A háború végén torlaszhajóként süllyesztették el Gotenhafen kikötőjében. A háború után kiemelték és lebontották.

## Klasszifikáció
Ezek voltak a Kriegsmarine első olyan hajói, melyeket hivatalosan csatahajóként (Schlachtschiff) jelöltek meg. A korábbi, első világháborús német csatahajók hivatalosan a sorhajó (Linienschiff) vagy a páncélos hajó (Panzerschiff) megjelölést kapták. A brit haditengerészet a csatacirkáló megjelölést használta rájuk, de a háború után ismét a csatahajó minősítéssel illették őket. A Jane's Fighting Ships 1940 a Scharnhorst- és a Bismarck-osztály egységeit is csatahajókként adja meg. Az Egyesült Államok haditengerészete végig csatahajókként sorolta be őket. Az angol nyelvű forrásokban mindkét megnevezés előfordul.

## Tervezés

### Előzmények
Az első világháborút lezáró versailles-i szerződés megtiltotta Németországnak a 10 000 tonnánál nagyobb vízkiszorítású hadihajók építését. A 20-as évek folyamán végig folyt a vita a haditengerészet szerepéről és méretéről, egészen addig mígnem Franciaország és a Szovjetunió nagy kapitális hadihajók tervezéséhez nem látott. Ekkor a németek is kapitális hadihajók tervezésébe kezdtek és a 17 500 t vízkiszorítású, nyolc (4×2) 30,5 cm-es űrméretű löveggel felszerelt csatacirkáló tervei 1928-ra készültek el. Megrajzolásukkor a háború alatt be nem fejezett Ersatz Yorck-osztályú csatacirkálók tervrajzait használták fel.
1933-ban Adolf Hitler került hatalomra Németországban és tudatta a haditengerészettel, hogy olyan nagy flottát áll szándékában létrehozni, amelyik képes szembeszállni a brit tengeri hegemóniával. Viszont Hitler elsősorban egy Franciaországgal vívandó korlátolt háborúban gondolkodott, mely szükségessé tette a német kereskedelmi útvonalak védelmét. Ebből a megfontolásból két megnagyobbított Panzerschiff építését hagyta jóvá (D-osztály), hogy segítségére legyenek a három már elkészült Deutschland-osztályú egységnek. Ezek a hajók 19 000 t vízkiszorításúak lettek volna és ugyanolyan lett volna a fegyverzetük és a sebességük mint a korábbi Panzerschiffeknek. A megnövelt vízkiszorítás a nagyobb páncélvédettségből eredt volna. Hitler azért hozta ezt a döntést, mert nem akarta nyíltan megsérteni a versailles-i szerződést.

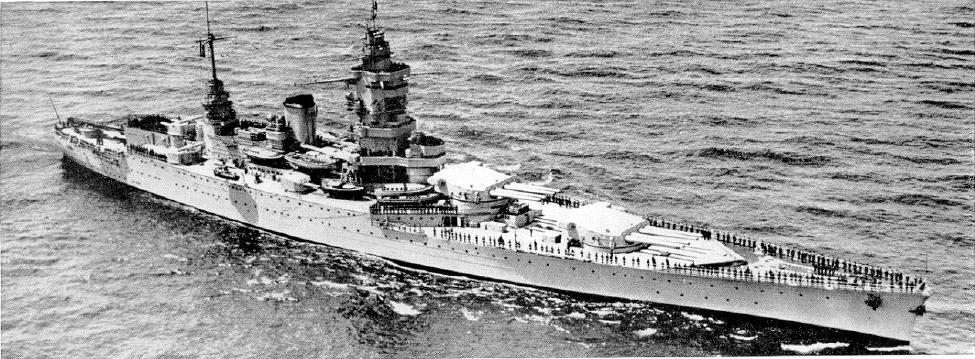
A francia Dunkerque csatahajó

A német Panzerschiffek elleni küzdelemre a franciák a Dunkerque-osztály két egységének megépítésével válaszoltak az 1930-as évek elején, ami a németeket arra sarkallta, hogy még erősebb csatacirkálókat tervezzenek. Erich Raeder tengernagy, a német haditengerészet főparancsnoka amellett érvelt, hogy növeljék a Panzerschiffek védelmi képességeit valamint a fő tüzérség erejét egy harmadik lövegtorony hozzáadásával. Ezt az álláspontot képviselte a Kriegsmarine is, miután a 19 000 t vízkiszorítású hajót kiegyensúlyozatlannak találta. Hitler hozzájárult az erősebb páncélzathoz és a javasolt belső felosztáshoz, de a tűzerő növelését már nem engedélyezte. Végül Hitler 1934 februárjában beleegyezését adta a hajók egy harmadik lövegtoronnyal való felszereléséhez.
Az így kapott új hajónak 26 000 t vízkiszorításúnak kellett lennie és kilenc darab 28 cm (pontosabban: 28,3 cm) űrméretű ágyúval kellett rendelkeznie, melyeket három darab, háromlöveges lövegtoronyban helyeznek el. A hajó megépítéséhez hogy szabad kezet kapjon, Hitler 1935-ben tengerészeti egyezményt kötött Nagy-Britanniával (angol-német flottaegyezmény), mely a kapitális hajók terén a briteknek 3:1-hez való fölényt biztosított – azaz a németek harmada akkora méretű csatahajóflottát építhettek, mint amekkorával a britek rendelkeztek. Ezzel a versailles-i szerződés korlátozásai is megszűntek a német haditengerészettel szemben.
Az új D-osztályú cirkálók megépítését törölték és helyettük a később a Scharnhorst és a Gneisenau nevet kapó egységek épültek meg. A wilhelmshaveni Kriegsmarinewerft és a kieli Deutsche Werke hajógyárak által megépítendő D-osztályú egységek átmeneti neveit (Ersatz Elsass illetve Ersatz Hessen) az új egységekre megtartották. Az építésüket 14 hónapig visszatartották, részben azért, mert Hitler biztosítani akarta a britekkel kötött szerződést még a munkálatok megkezdése előtt, részben pedig azért, mert számos változtatást hajtottak végre a terveken a megrendelés leadása után.
Mivel az angol-német flottaegyezmény szerint a legnagyobb alkalmazható hajóágyú 40,6 cm űrméretű volt, Hitler hamarosan úgy gondolta, hogy az építendő osztály esetében nagyobb lövegeket is lehetne alkalmazni, ezért ezek 38 cm űrméretű ágyúkkal való megépítésére adott utasítást. Viszont a 28 cm-es ágyúk számára már voltak elérhető lövegtornyok, a 38 cm-esek kifejlesztése viszont még évekbe telhetett. A Führert figyelmeztették arra is a flottaegyezmény engedményeivel kapcsolatban, hogy a britek mindig nagyon érzékenyen reagáltak a német kapitális hadihajók fő tüzérségének űrméretnövelésére. Mivel Hitler a politikai céljainak eléréséhez minél előbb szeretett volna kapitális hadihajókkal rendelkezni, végül belement abba, hogy a hajók 28 cm űrméretű lövegekkel legyenek felszerelve, azzal a kitétellel, hogy azokat a legelső kínálkozó alkalommal át lehessen fegyverezni őket 38 cm-es ágyúkra. A csatahajók barbettáit ennek az igénynek megfelelően alakították ki. A 38 cm-es ágyútornyokat később a Bismarck-osztály kapta meg.

### Általános jellemzők

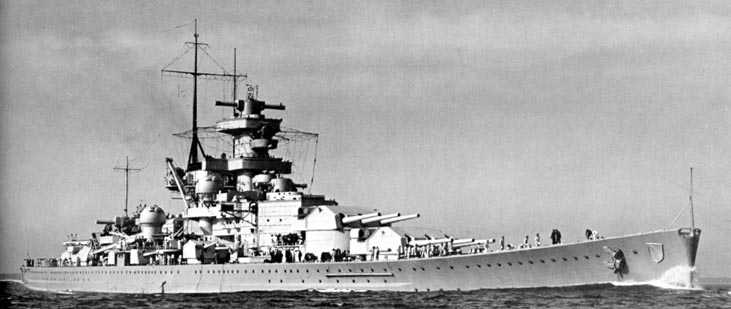
A Scharnhorst az első, merőleges orrkiképzéssel

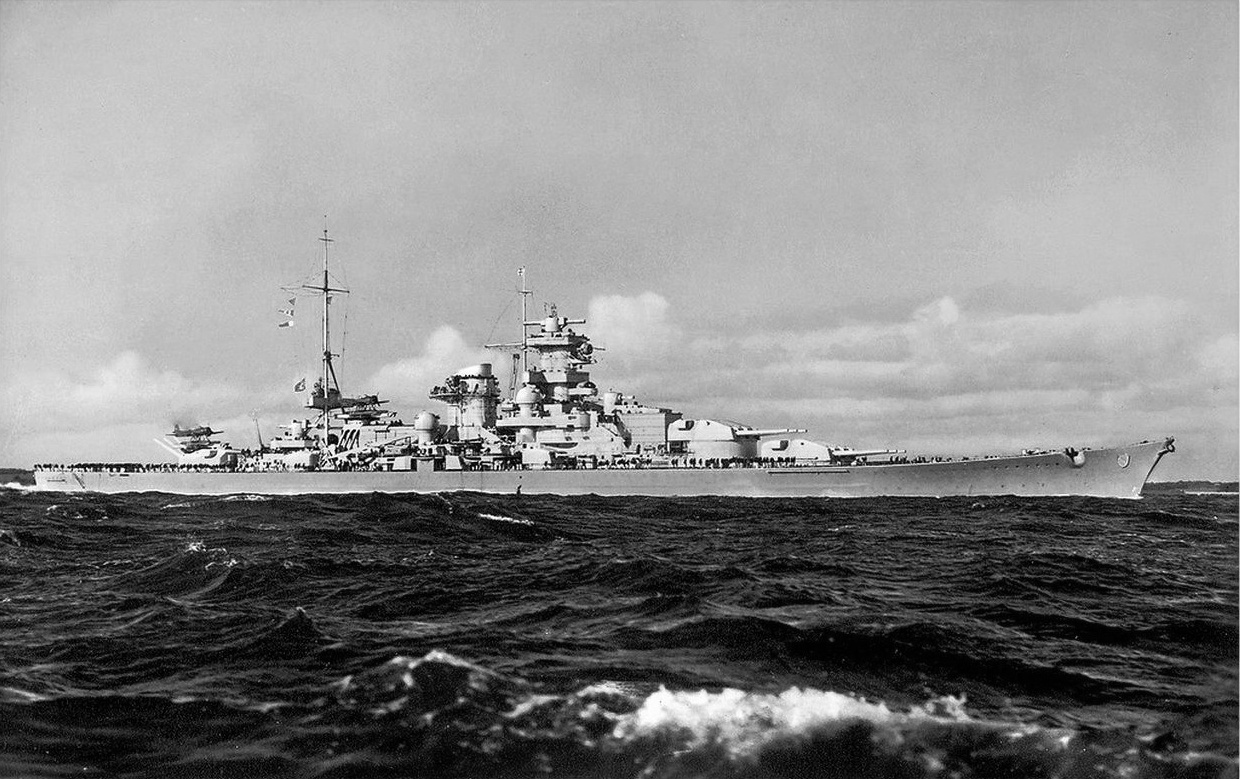
A Scharnhorst egy 1939-es felvételen, már az Atlantikbuggal és a jól kivehető két hidroplánnal

Az eredeti tervek szerinti közel függőleges orrtőkével mindkét csatahajó 226,0 m hosszú volt a vízvonalon és 229,8 m volt a teljes hosszuk. Az Atlantikbuggal való átépítésük révén a Scharnhorst teljes hossza fél méterrel nagyobb lett a Gneisenauénál (235,4  m ill. 234,9 m). A szélességük kerek 30 m, a merülésük 9,1 m volt, amivel vízkiszorításuk 35 540 tonnát tett ki. A 8,3 méteres merülés melletti standard vízkiszorításuk 32 100 t  volt, míg a teljes harci felszereltséggel ez 38 100 t volt 9,9 méteres merüléssel. A hajótesteket hosszanti acélbordázattal építették, melyekre a külső lemezeket ráhegesztették. A hajótest 21 vízzáró részlegre volt osztva és hosszának 79%-án kettős fenékkel rendelkezett. Mindkét hajó főárbóca megépítésükkor a kémény mögött kapott helyet, de a Scharnhorston a háború kitörése előtti hónapokban zajló átépítésekkor a hátsó felépítményre került. A Gneisenaun is végre tervezték hajtani ezt a változtatást, de erre már nem került sor és az árbócok elrendezése alapján a két csatahajót már nagy távolságból jól meg lehetett különböztetni ezután.
A német haditengerészetnél a hajók tengerjáró képességét kedvezőtlennek ítélték meg, mivel teljes terhelés mellett orrnehezek voltak és az átcsapó víz a parancsnoki torony magasságáig is érhetett. Ezt a problémát valamelyest mérsékelni tudták a merőleges hajóorrnak az ívelt Atlantikbugra való cseréjével, amit a Gneisenaun 1939 januárjában, a Scharnhorston 1939 augusztusában hajtottak végre. Az Anton lövegtorony használata erős hullámzásnál így is korlátolt volt. A hajók tatjánál is jelentkeztek problémák, mivel itt is gyakran beszivárgott a tengervíz és nagyon lassan álltak bele egy kanyarodásba. Sekély vizeken mindig szükségük volt vontatóhajók segítségére. Erős kormánymozdulatoknál a sebességük több mint 50%-át elvesztették és 10°-nál nagyobb mértékben megdőltek. Ez a dőlés a próbautak során a 13°-ot is elérte.
A csatahajók legénysége 56-60 tisztből illetve 1613 és 1780 közötti sorállományúból állt. A raj zászlóshajójaként funkcionáló egységen ehhez jött még 10 tiszt és 61 sorállományú. A fedélzetükön számos kisebb vízi jármű, köztük két őrhajó, két gőzbárka, két bárka, két pinasse, két kutter, két jolle és két dingi volt elhelyezve.

### Meghajtás

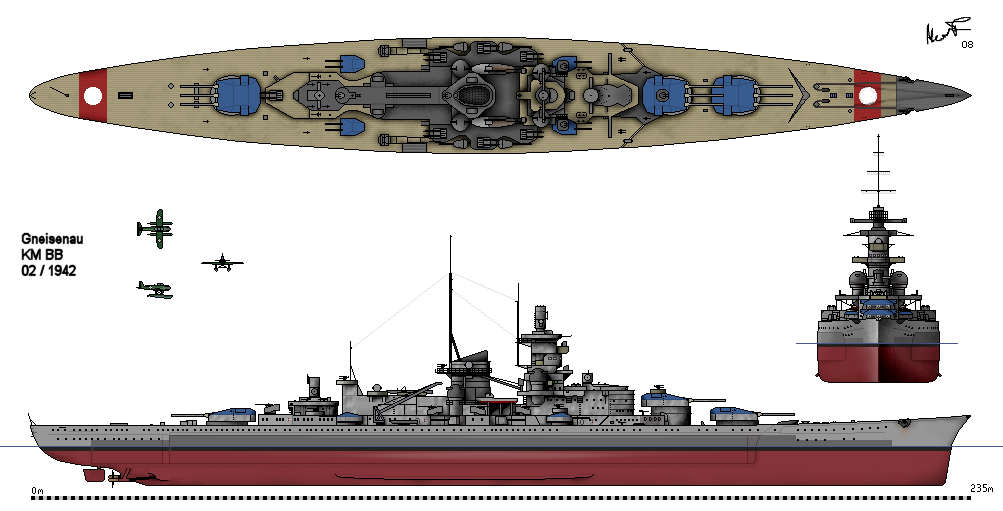
A Gneisenau 1942-es felszereltségével

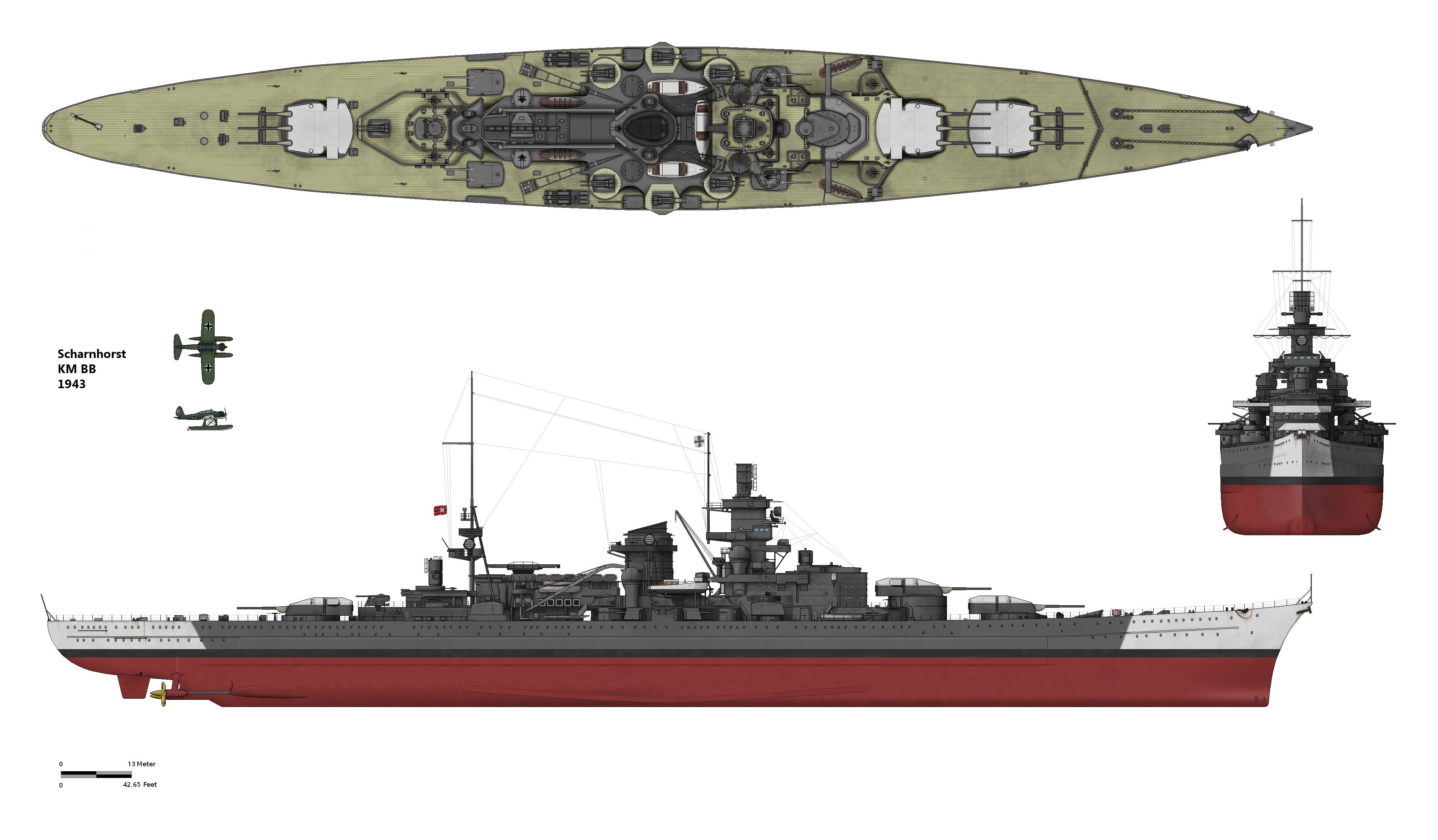
A Scharnhorst 1943-as felszereltséggel

Eredetileg az osztály hajóit dízelmeghajtással tervezték ellátni hasonlóan a Deutschland-osztály három egységéhez, mivel nagy előnye volt a csekély fogyasztás, az ebből fakadó nagy hatótávolság és a hajó méreteihez viszonyított magasabb teljesítmény. A MAN azonban még csak kísérleti stádiumában volt az olyan dízelhajtóművek kifejlesztésének, melyek az elérni kívánt 30 csomót teljesíteni tudták volna és a technológia még nem volt érett.
Végül úgy döntöttek, hogy – hasonlóan a későbbi Bismarck-osztályhoz –  túlhevítésés gőzmeghajtást alkalmaznak, azért is, mert két-háromszor akkora teljesítmény volt szükségeltetett, mint a Deutschland-osztály esetében. A három hajócsavarral rendelkező járművek esetében ez kétszer akkora teljesítményt jelentett tengelyenként, mint amazok esetében, a négy hajócsavaros megoldás esetén pedig 40 000 le feletti teljesítményt kívánt volna tengelyenként. Ez a követelmény meghaladta az akkori dízeltechnológia képességeit és az igénynek megfelelő hajtómű kifejlesztése beláthatatlan ideig tartott volna. A nagy nyomású túlhevített gőz már sikeresnek bizonyult és nagy teljesítmény eléréséhez ez a megoldás kínálkozott a legalkalmasabbnak.
A Scharnhorst Brown, Boveri & Cie gyártotta gőzturbinákat, míg a Gneisenau a Friedrich Krupp Germaniawerft gyártotta gőzturbinákat kapott. A turbinák 4,8 m átmérőjű, háromszárnyú hajócsavarokat forgattak meg. A gőzt 12 Wagner ultramagas nyomású olajtüzelésű kazán szolgáltatta, melyek 58 atm nyomást és 450 °C hőmérsékletet is képesek voltak előállítani. A hajtóművek teljesítményét 160 000 le -re becsülték percenkénti 255 fordulatnál. A próbajáratok során 165 930 le -t adtak le, amivel 280 percenkénti fordulatot értek el. Hátramenetben a hajtóművek teljesítményét 57 000 le-re becsülték. A csatahajók tervezett sebessége 31 csomó volt, amit mindkettő túlszárnyalt a próbák során: a Scharnhorst 31,5 csomós, a Gneisenau 31,3 csomós sebességet ért el. A tervek alapján 2800 t üzemanyagot tudtak magukkal vinni, de további üzemanyagtartályként hasznosítható terek bevonásával, mint például a páncélöv és a torpedóválaszfal közötti tér igénybevételével a kapacitás 5080 tonnára volt növelhető. A maximális üzemanyagkészlettel a hajók számított hatótávolsága 8100 tengeri mérföld (tmf) volt 19 csomós cirkálósebesség mellett. Ezt azonban nem érték el: a Scharnhorst tényleges hatótávolsága 7100 tmf, a Gneisenaué csak 6200 tmf volt 19 csomóval haladva.
Az elektromos áramot öt áramfejlesztő szolgáltatta. Mindegyik áramfejlesztő négy dízelgenerátorból és nyolc turbógenerátorból állt. A négy dízelgenerátor párokra volt osztva: kettő egység egyenként 150 kW, a másik kettő egyenként 300 kW-ot állított elő. A nyolc turbógenerátornak is kevert volt a kapacitása. Közülük hat egyenként 460 kW-ot állított elő és a maradék kettő egyenként 230 kW-ot. Így összesen 4120 kW 220 voltos áramot állíthattak elő.

### Fegyverzet

#### Fő fegyverzet

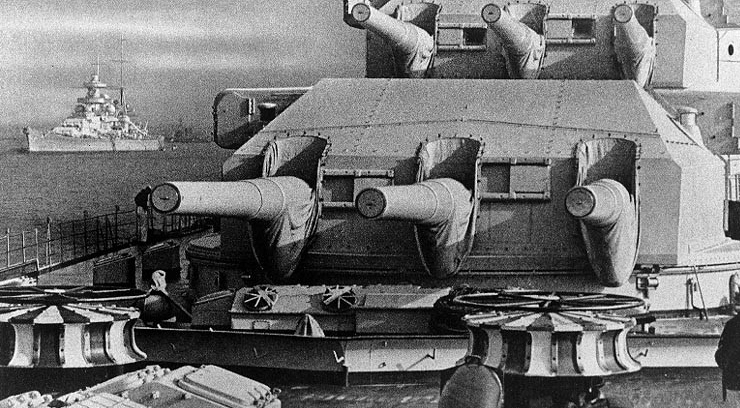
A Gneisenau elülső lövegtornyai egy közeli képen, háttérben a Scharnhorst

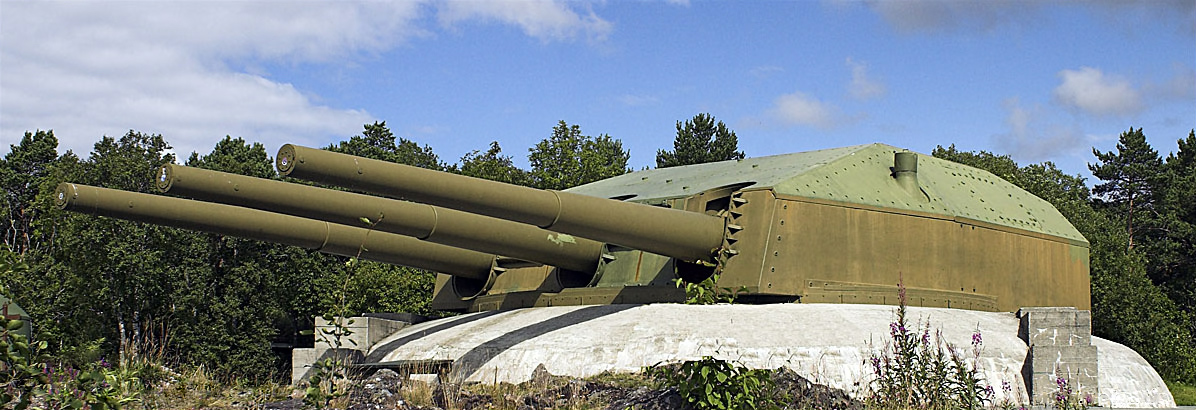
A Gneisenau Cäsar lövegtornya az Austrått Fortban

A Scharnhorst-osztály fő fegyverzetét kilenc darab 28 cm (pontosabban: 28,3 cm) űrméretű, 54,5-es kaliberhosszúságú gyorstüzelő ágyúk (28 cm SK C/34) > adták, melyeket három darab, három lövegcsöves lövegtoronyban (Drillingben) helyeztek el, ebből kettőt a hajó elején, egyet a hátsó részén. Ezek az ágyúk a korábban a Deutschland-osztálynál alkalmazott 28 cm SK C/28 továbbfejlesztett változatai voltak, egyenként 52,25 tonnát nyomtak és 1,2 m volt a hátrasiklásuk. Bár kisebb kaliberűek voltak a más haditengerészeteknél alkalmazottaknál, a Kriegsmarine számos tüzértisztje mégis nagyra tartotta a magasabb tűzgyorsaságuk miatt. (3,7 lövés/perc az 1,5-2 lövés/perccel szemben.) A lövegek középvonalának egymástól való távolsága 2,75 m volt. El lehetett őket sütni egyszerre, azonos célra tartva, vagy külön-külön is.
Három különböző fajta lőszert használtak. A páncéltörő lövedék (Panzersprenggranate) L/4,4 330 kg tömegű volt, a kétféle nagy robbanóerejű lövedék egyaránt 315 kg-os volt – az L/4,4 változat fenékgyújtóval rendelkezett (Sprenggranate mit Bodenzünder), az L/4,5 pedig orrgyújtóval (Sprenggranate mit Kopfzünder). A páncéltörő gránát robbanótöltetet 6,6 kg, a nagy robbanóerejű gránátok közül a fenékgyújtóval rendelkezőé 16 kg, az orrgyújtóval rendelkezőé 21,8 kg volt. Mind a három típusú lövedékhez ugyanazokat a kivetőtölteteket alkalmazták: előtöltetként a 42,5 kg-os RPC/38 jelzésű, fő töltetként a 76,5 kg-os RPC/38 jelzésű töltetet. A páncéltörő lövedékek torkolati sebessége 890 m/s volt. A lövegek egyaránt alkalmasak voltak tengeri, szárazföldi, de akár légi célok leküzdésére is és 300 lövés leadása után szorultak cserére.
A lövegeket három Drh L C/34 jelzésű toronyban helyezték el. A tornyokat abc-sorrendben elölről hátrafelé haladva Anton, Bruno és Cäsar névvel jelölték. A tornyokat elektromos áram forgatta, de minden más feladatot hidraulika végzett. Egy-egy torony kezelését 75 fő látta el. A barbetták belső átmérője 10,2 m volt. A tornyok forgó súlya 750 t volt és 7,2 °/sec forgatási sebességgel lehetett őket mozgatni. A lövegtornyok ágyúit egységesen 40°-os szögig lehetett maximálisan emelni, az Anton és Cäsar tornyok ágyúit −8°-os szögig, a magasabban elhelyezett Bruno ágyúit –9°-os szögig lehetett süllyeszteni. A legmagasabb csőállással az elérhető maximális lőtávolság 40 930 m volt. Maximális lőtávolságuk 39800 m volt 40 fokos csőemelkedés mellett.
A nehéztüzérség lőszerkészlete 1350 db lövedék volt, így minden ágyúra 450 db jutott. A lőszerkészletben egyenlő arányban kaptak helyet páncéltörő gránátok, a fenékgyújtóval illetve az orrgyújtóval ellátott nagy rombolóerejű gránátok (450-450 db). Ezekből így minden lövegtorony 150-150 darabbal rendelkezett. Mindhárom lövegtorony rendelkezett egy saját, 10,50 m bázistávolságú távolságmérővel, melyek segítségével önállóan is folytathatták a harcot amennyiben a fő távolságmérők meghibásodtak. Az Anton lövegtornyok távmérőit és a tornyokból kiálló füleit 1942 elején azonban eltávolították, mert a felverődő vízpermet erősen korlátozta használhatóságukat és főleg azért, mert gyakoriak voltak a rajtuk keresztüli vízbetörések.
A nehéztüzérség lövedékeinek ballisztikai tulajdonságai
| Távolság [m] | Csőemelkedés [°] | Becsapódási szög [°] | Lövedék sebessége [m/sec] |
| ------------ | ---------------- | -------------------- | ------------------------- |
| 5000 m       | 2,0°             | 2,5°                 | 766 m/s                   |
| 10000 m      | 4,3°             | 5,7°                 | 652 m/s                   |
| 15000 m      | 7,4°             | 10,3°                | 556 m/s                   |
| 20000 m      | 11,3°            | 25,7°                | 436 m/s                   |
| 25000 m      | 16,2°            | 25,7°                | 436 m/s                   |
| 30000 m      | 22,0°            | 35,3°                | 418 m/s                   |
| 35000 m      | 29,2°            | 44,0°                | 428 m/s                   |
| 40000 m      | 38,2°            | 52,0°                | 460 m/s                   |

Átütőképesség (német tesztek)

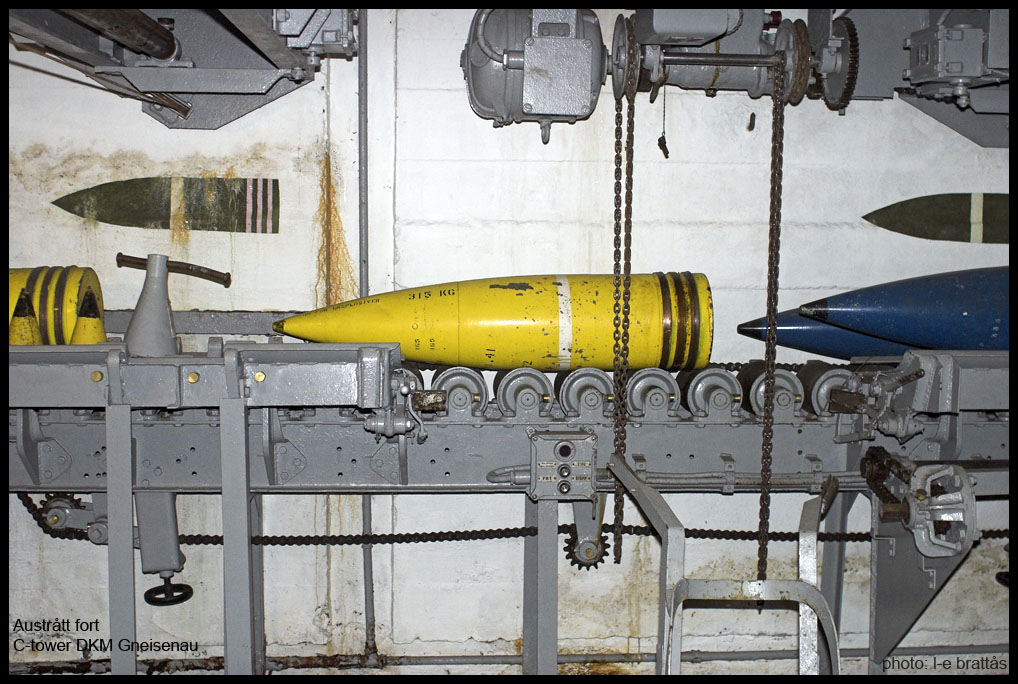
28 cm-es légvédelmi (sárga színű) lövedék csigasoron (Austrått Fort, Norvégia)

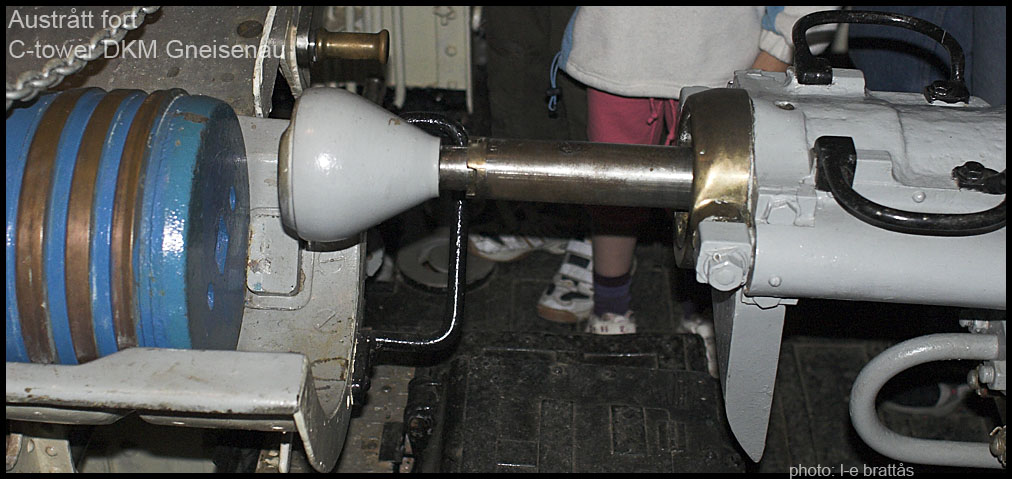
A Cäsar egyik lövegébe páncéltörő (kék színű) lövedék betöltését szemléltetik (Austrått Fort)

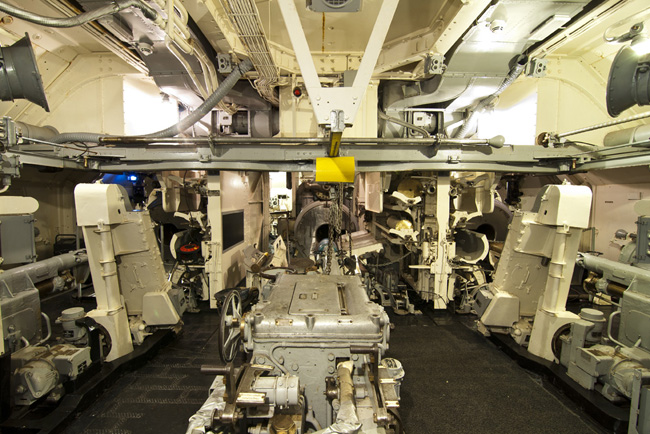
A Cäsar lövegtorony belseje (Austrått Fort)

Az alábbi táblázat a Scharnhorst-osztályú csatahajók fő tüzérségét alkotó 28 cm SK C/34 típusú lövegekkel a háború előtt elvégzett német tesztelések eredményeit mutatja, melynek során KC n/A (Krupp cementált) páncéllemezekre 70 fokos becsapódási szöggel adtak le lövéseket RPC/32 jelzésű kivetőtölteteket használva. A háború során a jóval erősebb RPC/38 kivetőtölteteket használták.
| Távolság [km] | Becsapódási szög [°] | Átütés vertikális (KC n/A) [mm] |
| ------------- | -------------------- | ------------------------------- |
| 10000         | 70°                  | 348                             |
| 15000         | 70°                  | 280                             |
| 20000         | 70°                  | 225                             |
| 25000         | 70°                  | 194                             |

Átütőképesség (amerikai formula) 

Az alábbi táblázat a nehéztüzérség lövegeinek 890 m/s torkolati sebesség mellett az Egyesült Államok haditengerészeténél alkalmazott empirikus módszerrel megállapított páncélátütő képességét mutatja.
| Távolság [m] | Átütés vertikális páncélzat [mm] | Átütés horizontális páncélzat [mm] |
| ------------ | -------------------------------- | ---------------------------------- |
| 0            | 604                              | -                                  |
| 7900         | 460                              | 19                                 |
| 15100        | 335                              | 41                                 |
| 18288        | 291                              | 48                                 |
| 27432        | 205                              | 76                                 |

Az adatok alapján a fő ellenfélnek tekintett Dunkerque-osztály hajóinak páncélövét jó 20 000 méterig minden távolságból át tudta ütni, ugyanakkor a 115 mm-es páncélfedélzete ellen nem bizonyult hatékonynak.
A német csatahajók esetében a nehéztüzérség lövedékeinek a kezdősebességét 15 fokos lőpor hőmérsékletre adták meg. A valóságban viszont a német lőpor 10 fokkal magasabb hőmérsékleten volt tárolva, ami miatt a Naval Weapons weboldal alapján a második világháborús német nehézlövegek torkolati sebességéhez hozzá lehet adni 10 méter/szekundum-ot. Ez azt jelenti, hogy a Scharnhorst ágyúinak a kezdősebessége valójában 900 méter/szekundum körül volt, ami igen magas értéknek számított. Ez laposabb röppályát és magasabb páncélátütést jelentett.
A világháborús német csatahajók esetén a lőpor részben egy DGN rövidítésű anyagból állt. A DGN-t tartalmazó német lőporra jellemző volt, hogy nagyon biztonságos volt, mivel gyakran még tűzzel érintkezve sem robbant fel. Ennek volt jó példája, hogy amikor 1942-ben a német Gneisenau csatahajó a kikötőben bombatalálatot kapott, akkor sem robbant fel a hajó, annak ellenére, hogy tűz volt a lőszerraktárában.

#### Másodlagos fegyverzet

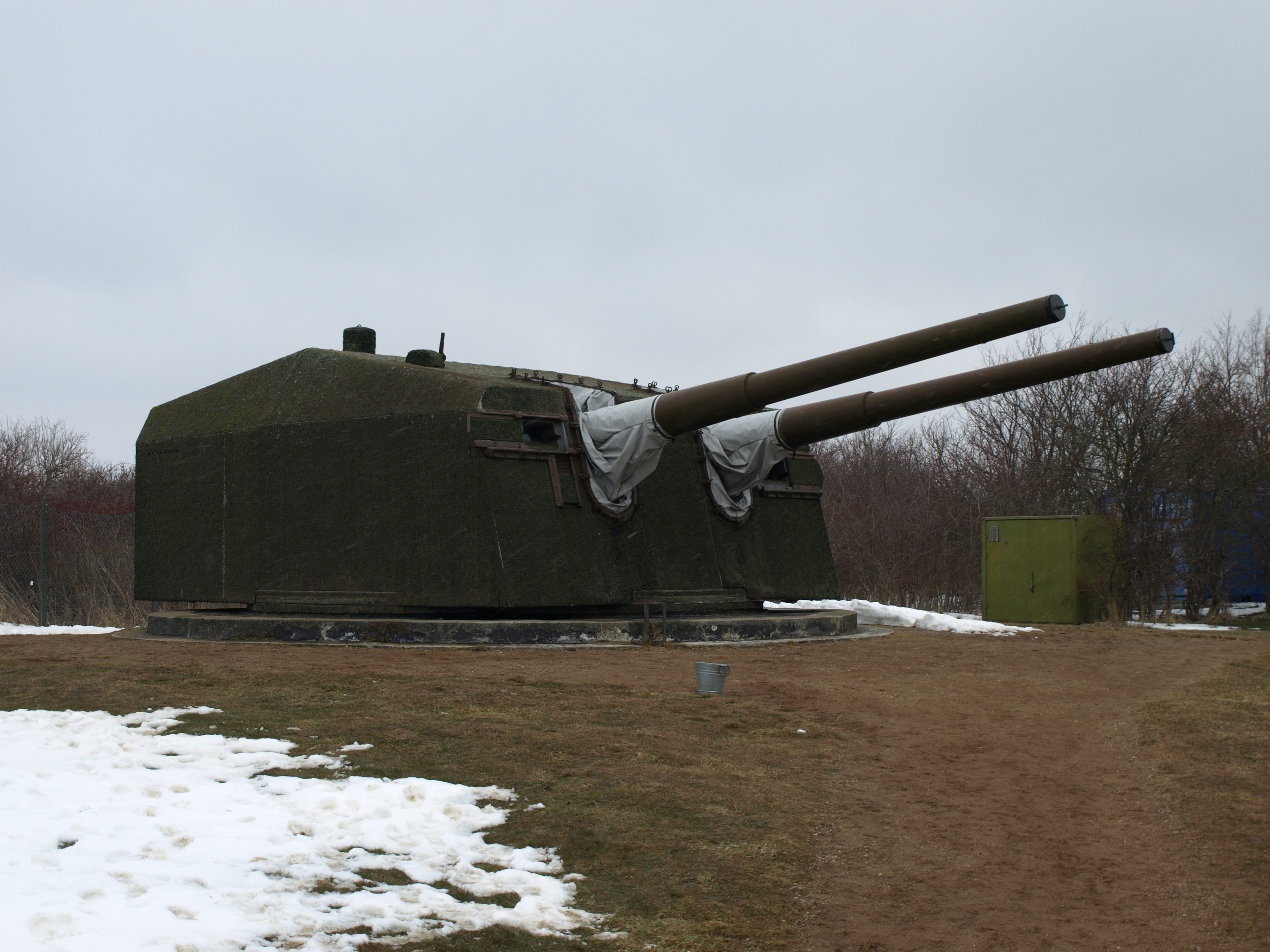
Az egyik 15 cm-es lövegtorony a Koldkrigsmuseum Stevnsfort területén

A hajók másodlagos tüzérsége 12 darab 15 cm űrméretű, 55 kaliberhosszúságú ágyúból (15 cm SK C/28) állt. Ezek négy Drh L C/34 jelzésű kétlöveges toronyban és négy MPL/35 jelzésű önálló lövegtalpon kaptak helyet. Mind a lövegtornyok, mind a lövegtalpak ágyúit −10°-os szögig lehetett süllyeszteni, ugyanakkor a maximális csőemelkedés a lövegtornyoknál 40°, a lövegtalpaknál csak 35° volt. Az ágyúk lövedékeinek tömege 45,3 kg volt és 6-8 lövés/perc tűzgyorsasággal lehetett őket kilőni. Az élettartamukat 1100 lövés leadásában határozták meg, ami után javításuk vagy lecserélésük vált szükségessé. A lövegtalpakon elhelyezett ágyúk maximális lőtávolsága 22 000 m, a lövegtornyokban elhelyezetteké az 5°-kal nagyobb emelhetőség következtében 23 000 m volt. A lőszerkészletüket 1600–1800 lövedék adta, így minden ágyúra 133-150 lövedék jutott.

#### Légvédelem
A légvédelmi tüzérsége 14 darab 10,5 cm űrméretű, 65-ös kaliberhosszúságú légvédelmi ágyúból (10.5 cm FlaK 38), 16 darab 3,7 cm űrméretű (L/83) légvédelmi gépágyúból valamint 10 és 20 közötti 2 cm-es légvédelmi gépágyúból állt.
A 10,5 cm-es ágyúk 15-18 lövés/perc tűzgyorsasággal voltak képesek lőni és a hatásos lőmagasságuk 12 500 m volt. Ezeket Dop. L. C/31 jelzésű kétcsöves lövegtalpon helyezték el, melyekből hat volt a hajó középső részén, három-három mindkét oldalon, egy hetedik pedig a "C" jelzésű torony mögött-felett. A lövegtalp −8°-os süllyesztést és 80°-os emelkedést tett lehetővé. Amennyiben felszíni célpontot kellett célba venniük, a lövegek maximális lőtávolsága 1770 m volt 45°-os csőemelkedés mellett. A lőszerkészletük 5600 lövedéket tett ki.
A 3,7 cm-es gépágyúkat nyolc manuálisan működtetett Dopp L C/30 jelzésű kétcsöves lövegtalpakon helyezték el. 85°-os emelkedéssel a hatásos lőmagasságuk 6800 m volt, a nyomjelzős lövedékeké ugyanakkor 4800 méterben volt maximálva. A tűzgyorsaságuk 30 lövedék/perc volt. A lőszerkészletük 96 000 db lövedék volt.

#### Torpedóvető csövek
1942 után hat 53,3 cm űrméretű torpedóvető csövet szereltek le a Leipzig és a Nürnberg könnyűcirkálókról és szerelték fel őket a Scharnhorstra és a Gneisenaura, mindkét oldalukra hármat-hármat. Ezekhez 18 darab G7a jelzésű torpedó tartozott.

#### Rádiólokátorok

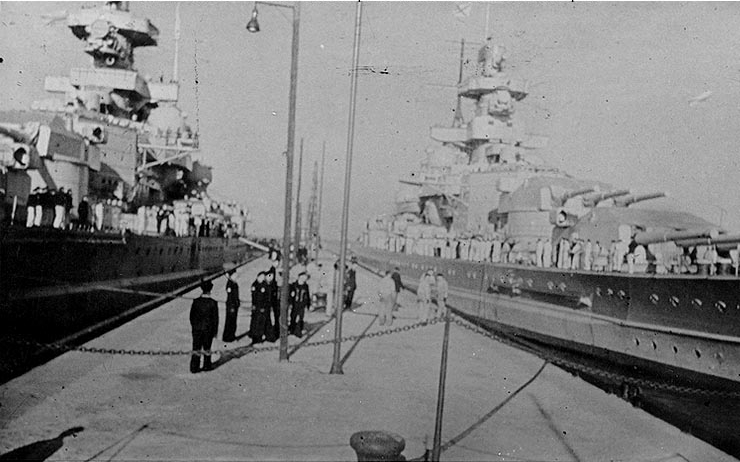
A Scharnhorst és a Gneisenau egy német kikötőben (valamikor 1939-1941 között)

1939 novemberében mindkét hajót felszerelték egy 81,5 cm-es hullámhosszon mérő (368 MHz) FuMO 22 rádiólokátorral (radarral). A készülék az árbóctorony tetején lévő optikai távmérőre telepített kupolán foglalt helyet. A két méter magas és hat méter széles antennakeret a 10,5 méteres távmérővel együtt forgott, így a két készülék által mért értékeket össze lehetett hasonlítani. 1941 nyarán a Brestben való időzéskor a hátulsó felépítmény optikai távmérőjére is szereltek egy FuMO 27 típusú rádiólokátort. A La Manche csatornán való áttörés előtt vélhetőleg felszerelték őket egy Palau passzív lokátorral is, melynek kis méretű keretét a távmérő házának hátulján helyezhették el.
Németországba visszatérve a Scharnhorst új FuMO 26 vagy FuMO 27 készülékeket kapott, melyek antennakerete 2×4 méteres volt és amely alatt egy kisebb kereten két függőleges és vízszintes sorban voltak elhelyezve a Timor dipólantennák, melyek a FuMB 4 Samos passzív lokátorhoz tartoztak.
Ezeken túl rendelkezhettek még Sumatra passzív lokátorral is, melyet az árbóctorony távmérőjén elhelyezett antennakeret közelébe telepíthettek, de ezt egyetlen fennmaradt fényképen sem lehet kivenni. Feltételezhetően el volt látva még FuMB 3 Bali jelzésű, kör alakú antennával is, de ezt kis mérete miatt nem lehet egyértelműen felismerni a fényképeken. Ezt az előárbóc csúcsára vagy az egyik keresztrúdra erősíthették.

### Páncélzat

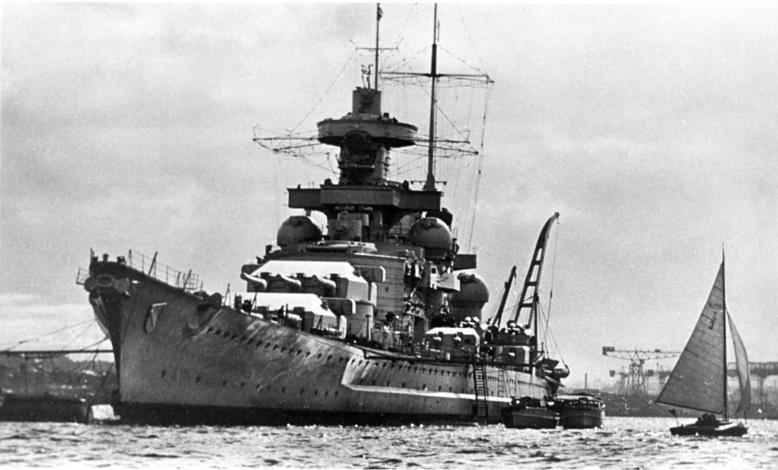
A Scharnhorst egy kikötőben, jól kivehető övpáncélzattal

A Scharnhorst-osztály páncélzatának metszete a hajók középső részén

#### Hajótest
A hajók megtervezésekor nagy hangsúlyt fektettek a jó páncélvédettségre. Nem követték szigorúan a „mindent vagy semmit” (all or nothing) koncepciót, mint a többi haditengerészeteknél ez megszokott volt, hanem a hajó egyes részeit különböző mértékben oltalmazták.
A Scharnhorst-osztály páncélzatát Krupp-páncélzat alkotta. A felső fedélzet vastagsága hátul 20 mm volt, ami a középső részen 50 mm-re vastagodott a hajó lőszerraktárai és gépei feletti részen, majd a hajó elejénél ismét 20 mm-re vékonyodott. A felső páncélfedélzet alatt (két szinttel) húzódott a fő páncélfedélzet, aminek vastagsága 80–95 mm közötti volt, a vastagabb 95 mm-es részek itt is a hajó létfontosságú részeit védték. Lényegében a fő páncélfedélzet részét képezték a hosszanti oldalak mentén megdöntötten hozzájuk kapcsolódó 105 mm-es páncéllemezek is, melyek kifelé lejtve csatlakoztak a fő páncélöv alsó részéhez. Ezt a páncélozási módot "teknősbéka" elrendezésnek is nevezik. Ezek a döntött páncéllemezek jelentősen növelték az oldalirányból érkező lövedékekkel szembeni védelmet is. A hajó létfontosságú részei jól védettek voltak a kor csatahajóinak bármilyen kaliberű lövedékeivel szemben azokon a részeken, ahol a lövedéknek mind a páncélöv, mind a döntött páncélzat útját állta.
Nagy távolságokból kilőtt nagy kaliberű lövedékek azonban könnyedén átüthették a fedélzeti páncélzatát. Ezt az osztott kialakítást abból a megfontolásból alkalmazták, hogy a felső fedélzet vékonyabb páncélzata (50 mm) lelassítja vagy felrobbantja a lövedéket, így a vastagabb páncélfedélzet (95 mm) a megmaradt energiát már fel tudja fogni. A parancsnoki hidat a hajó belsejében lévő irányítóközponttal összekötő járat oldalfalának vastagsága 220 mm volt. E részek mind Wotan Hart típusjelzésű acélból álltak. A Wotan Hart páncélzat törési szilárdsága 85–96 kg/mm² volt és 20%-ig volt nyújtható. A Wotan Weich páncélzat törési szilárdsága 65–75 kg/mm² volt és 25%-ig volt nyújtható.
A páncélöv a középső részén 350 mm vastag volt, ahol a hajó létfontosságú részei helyet kaptak. Az Anton lövegtorony előtt a páncélöv vastagsága 150 mm-re csökkent és a hajóorrot már nem védte páncélzat. A hátulsó lövegtorony mögött a páncélöv 200 mm vastagságúra vékonyodott és a tatnál – csakúgy mint az orrnál – 0-ra csökkent. A páncélöv középső része alatt 170 mm vastag páncélzat húzódott. A páncélöv anyaga Krupp cementált acél (KC) volt. A hajó oldalának védelmi rendszerét egy 406 mm űrméretű, 1020 kg-os lövedék 11000 m távolságon túlról sehonnan sem tudta átütni a számítások szerint.
Az elülső parancsnoki torony oldalpáncélzata 350 mm, a teteje 200 mm vastag volt. A hátulsó parancsnoki torony ennél kisebb mértékben volt védve, oldalról 100 mm, felül 50 mm vastag páncélzattal.

#### Lövegtornyok
A fő lövegtornyok homlokpáncélzata 360 mm, oldalpáncélzata 200 mm és a tetőpáncélzata 150 mm vastag volt. A fő lövegtornyok barbettáinak páncélzata is nagyon erős, 350 mm vastagságú volt.
A 15 cm-es ágyúk lövegtornyainak homlokpáncélzata 140 mm, oldalai 60 mm, tetőpáncélzatuk 50 mm, barbettáik 150 mm vastagok voltak. A négy lövegtalpon elhelyezett 15 cm-es löveget mindössze 25 mm vastagságú lövegpajzsok oltalmazták.
A 10,5 cm-es ágyúk lövegtalpai 20 mm vastag lövegpajzzsal voltak ellátva. A felsoroltak mind KC páncélacélból készültek.

#### Víz alatti védelem
A víz alatti védelmet úgy tervezték meg, hogy ellenálljon egy 250 kg-os töltet robbanásának. A brit torpedóbombázók torpedóinak robbanófeje ennél kisebb volt, viszont a hajóikról indítható torpedók sokkal erősebbek voltak. A haditengerészet számos méretarányos vízalatti kísérletet végzett a Preussen pre-dreadnought csatahajóból kivágott páncéllemezekkel. A tesztek azt mutatták, hogy a hegesztett páncélzat jobban ellenállt a 250 kg-os töltet robbanásának, mint a szegecselésekkel összeillesztett acéllemezek. A páncélöv mögött elhelyezett Wotan Weich acélból készült torpedóválaszfalak szegecseléssel lettek rögzítve, mivel a nem megfelelően összehegesztett lemezillesztékek nem állták volna ki a robbanás okozta sokkhatást. A vízalatti védelmi rendszer több rétegből állt össze. A külső réteg 12–66 mm vastag volt a fő páncélöv alatt és a feladata az volt, hogy működésbe hozza a torpedófejet. A külső lemez mögött egy nagy üres tér volt, ami a hajó közepén az öt méter szélességet is elérte és ami lehetővé tette a felszabadult gázoknak a kitágulást és a szétoszlást. Ettől beljebb hasonló távolságra (5 m) egy üzemanyagtartály 8 mm vastag vízhatlan külső fala következett, aminek az idáig eljutott robbanóerőt kellett elnyelnie. Az üzemanyagtartályt hosszanti merevítők és keresztirányú válaszfalak erősítették.
A vízalatti oldalvédelemnek számos hibája volt. Rendkívül erős volt a hajó közepén, de a citadella mindkét vége felé gyengült. A vízalatti védelem csak egy 200 kg-os robbanótöltet erejének tudott ellenállni ezeken a részeken. A tervezés egy másik hibája a torpedóválaszfal elhelyezése volt. Ez a döntött páncélzat alsó részéhez 10°-os szögben kapcsolódott és két szegecselt szögvas tartotta a helyén. A hajótestnek a külső erők (tenger hullámzása, széllökések) miatti elhajlása, csavarodása a szögvasakat folyamatosan nagy terhelésnek tette ki. Ha ehhez jött még hozzá a torpedótalálat robbanó ereje, akkor előfordulhatott, hogy a szögvasak nem bírták el a megnövekedett nyomást és átszakadtak.
A 30 méteres maximális szélesség is azzal járt, hogy a védelmi rendszernek a fő lövegtornyoknál gyengébbnek kellett lennie a barbetták és lőszerraktárak által elfoglalt nagy tér miatt.

## Az osztály hajói
| Név         | Névadó                                          | Építő                            | Gerincfektetés   | Vízrebocsátás     | Átadás          | Sorsa |
| ----------- | ----------------------------------------------- | -------------------------------- | ---------------- | ----------------- | --------------- | --- |
| Scharnhorst | Gerhard von Scharnhorst porosz altábornagy      | Kriegsmarinewerft, Wilhelmshaven | 1935. június 15. | 1936. október 3.  | 1939. január 7. | Elsüllyedt az északi-foki csata során, 1943. december 26.                                                              |
| Gneisenau   | August Neidhardt von Gneisenau porosz tábornagy | Deutsche Werke, Kiel             | 1935. május 6.   | 1936. december 8. | 1938. május 21. | Torlaszhajóként legénysége elsüllyesztette Gotenhafen előtt 1945. március 23-án. Háború után kiemelték és lebontották. |

## Fordítás
- Ez a szócikk részben vagy egészben  a   Scharnhorst-class battleship című angol Wikipédia-szócikk ezen változatának fordításán alapul.  Az eredeti cikk szerkesztőit annak laptörténete sorolja fel. Ez a jelzés csupán a megfogalmazás eredetét és a szerzői jogokat jelzi, nem szolgál a cikkben szereplő információk forrásmegjelöléseként.
- Ez a szócikk részben vagy egészben  a   Scharnhorst-Klasse (1936) című német Wikipédia-szócikk ezen változatának fordításán alapul.  Az eredeti cikk szerkesztőit annak laptörténete sorolja fel. Ez a jelzés csupán a megfogalmazás eredetét és a szerzői jogokat jelzi, nem szolgál a cikkben szereplő információk forrásmegjelöléseként.